# Citykyrkan, Linköping
Citykyrkan är en kristen församling i Linköping. Kyrkans medlemmarna bekänner sig till en baptistisk och karismatisk kristendom och har en evangelikal bibelsyn. Antalet medlemmar i församlingen är idag drygt 80. Utöver medlemmarna samlar församlingen även ett 30-tal barn och ungdomar. Församlingen tillhör frikyrkosamfundet Evangeliska Frikyrkan.

## Historik
Församlingen grundades 1953, men har sina rötter i 1800-talets väckelser kring Helgelseförbundet och en lokal missionsförening med namnet Senapskornets vänner bildad 1919. I samband med att Ebenezerkyrkans lokal på Repslagaregatan i Linköping blev till salu år 1953 omvandlades missionsföreningen till en församling med namnet Salem. Köpet genomfördes däremot aldrig, utan den nybildade Salemförsamlingen började istället att hyra olika lokaler, först på Götgatan och senare i Åbylunds Centrum. Samtidigt inleddes ett samarbete med Svenska Frälsningsarmén i Armétemplet på Kungsgatan 16 där församlingarna höll gudstjänst tillsammans under flera år. Från år 1964 och framåt ansökte församlingen om att förvärva tomter i de nya stadsdelarna Tallboda och Skäggetorp. Linköpings stads fastighetskontor gav avslag i samtliga fall. Fram till 1977 hade församlingen ingen egen samlingslokal utan bedrev fortsatt verksamhet runt om i Linköping, bl.a barn- och ungdomsarbete i Hagbyskolan och i Rosendalsgården i Skäggetorp.
I februari 1977 lades PKbanken på S:t Larsgatan 19 i Linköping ut till försäljning och församlingen såg en möjlighet att förvärva en egen fastighet. De köpte fastigheten för 777 000 kronor. Året därpå, den 16 april 1978, invigdes den  nya församlingslokalen efter en tid av intensivt arbete med ombyggnation och inflyttning. Församlingen har sedan dess haft denna lokal som kyrka. Till församlingen anslöt sig 1976 Betaniaförsamlingen i Norsholm, och 1984 Betaniaförsamlingen i Sturefors. I samband med samgåendet med församlingen från Sturefors beslutades det att ge församlingen ett nytt namn och i mars 1984 bytte församlingen namn till Citykyrkans församling.

## Byggnaden på S:t Larsgatan

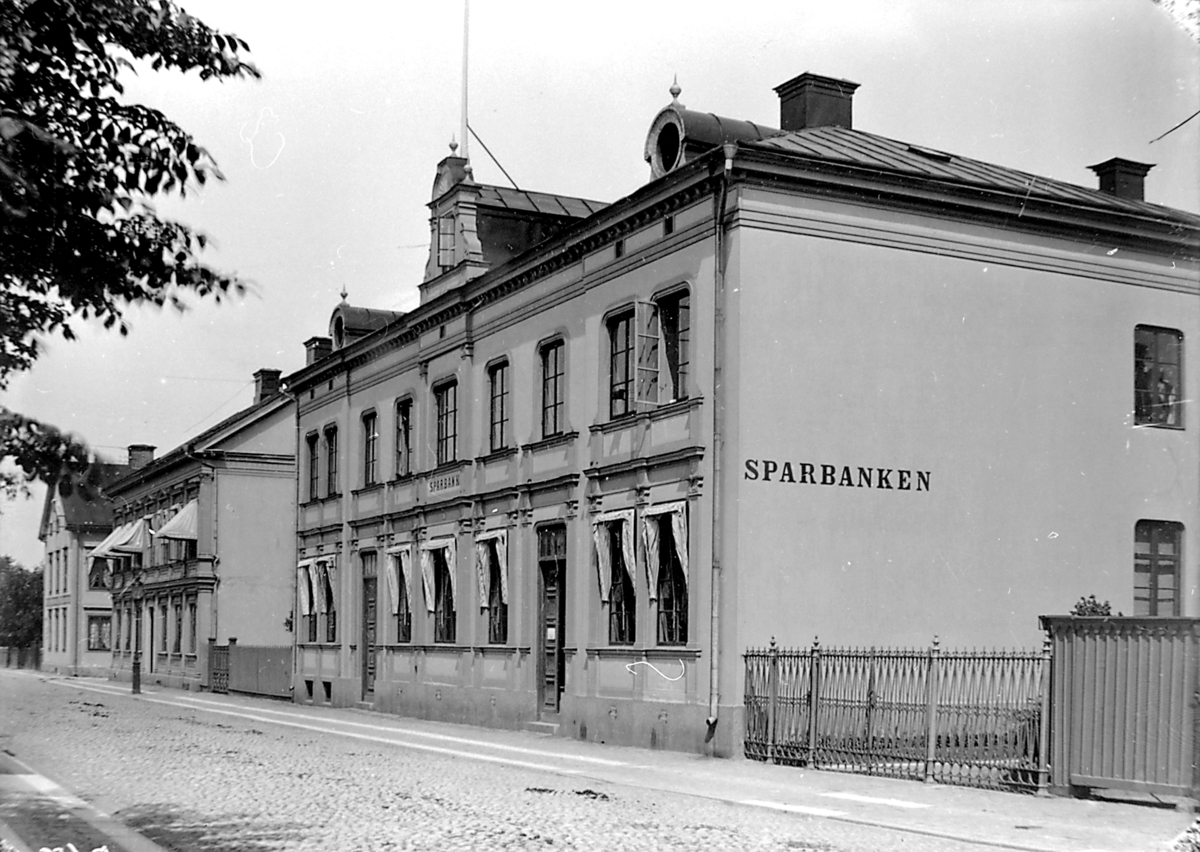
Sparbanken. Bild tagen 1922 av Didrik von Essen på S:t Larsgatan 19. (S:t Larsgatan 23 enligt 1914 års Linköpingskarta)

Fastigheten Badhuset 2 på S:t Larsgatan uppfördes som bank 1860 av byggmästare Jonas Jonsson, samma man var byggmästare till Stora Hotellet och järnvägsstationen i Linköping. Huset byggdes i typisk empirestil, enligt J. Jonasson tjustempir, och var en av Sveriges första byggnader som uppfördes speciellt för att fungera som sparbankshus. Sparbanken kom att driva sin verksamhet i huset tills det nya bankhuset i korsningen Ågatan/S:t Larsgatan stod färdigt 1911. S:t Larsgatan 19 kom under tidigt 1900-tal att husera möbelaffär, tidningstryckeri och åter bank, innan fastigheten blev Citykyrkan 1977.
År 1912 uppfördes ett gårdshus på gården bakom S:t Larsgatan 19 för tidningen Östgötens redaktion samt tryckeri och fram till 1948 verkade tidningen i fastigheten. 1931 byggdes fastigheten ihop med Östgöta Correspondentens hus på Badhusgatan.
I samband med köpet 1977 ingick gårdshuset och församlingen hyrde ut byggnaden innan den såldes 1987. Under 1990-talet huserade tryckeriet Arkitektkopia i fastigheten. 1997 flyttade Bilda in och bedrev verksamhet i huset fram till rivningen 2018.
Sensommaren 2018, efter att pågående byggprojekt på närliggande tomter inte följt protokoll, hade gårdshuset så svåra sättningar och sprickor i grund och fasad att man ansökte om rivningslov och en ny detaljplan. Ansökan avslogs i samhällsbyggnadsnämnden med motiveringen att huset är kulturhistoriskt värdefullt. Det nya gårdshuset stod klart vintern 2020. Fönster och trappa återanvändes från den ursprungliga byggnaden. Våren 2021 flyttade Trädgårdstorgets Vårdcentral in.
Byggprojektet orsakade även sprickor i Citykyrkans grund och hus.

## Betaniaförsamlingen och Vilan i Sturefors
I maj 1906 bildades Wist ungdomsförening och tre år senare, i juli 1909, anslöt sig gruppen till Helgelseförbundets distrikt. Föreningen kom däremot inte att ekonomiskt stötta förbundet förrän året efter, eftersom ungdomsföreningen mellan 1908 och 1910, tillsammans med Vist Missionsförening (bildad 1906 eller 1908), arbetade med uppförandet av Vists Missionshus. Missionshuset kom att tillhöra Vist Missionsförening. Ungdomsföreningen höll regelbundna sammankomster både i de egna hemmen och missionshuset. 24 oktober 1933 beslutade föreningen att bilda församling med anslutning till Helgelseförbundet och att församlingens namn skulle vara Betania – Betaniaförsamlingen i Sturefors. 1946 erbjöds Betaniaförsamlingen att köpa Vilan för 5000 kronor och vid nyåret 1947 kunde församlingen inviga sina egna lokaler. Vilan renoverades flera gånger under de kommande åren och 1978 byggdes en utrymningstrappa. 
1984 hade församlingsmedlemmarna minskat till 9 medlemmar och man beslutade att ansluta sig till Salemförsamlingen. I samband med sammanslagningen visade det sig att Betaniaförsamlingen saknade lagfart för Vilan. Av någon okänd anledning upprättades ingen köpehandling 1947 och Betaniaförsamlingen kom heller aldrig att ansöka om lagfart för fastigheten. Detta gjorde att Vilan enligt Vist Missionsförsamlings stadgar hade tillfallit distriktet när församlingens verksamhet upphörde, och Vilan hade juridiskt tillhört Östergötlands Ansgariiförening (senare Kalmar-Östergötlands distrikt av SMF) i princip hela tiden. I maj 1983 kom så Kalmar-Östergötlands distrikt av SMF att överlåta fastigheten till Betaniaförsamlingen.
Efter sammanslagningen med Salemförsamlingen, senare Citykyrkan, kom Missionshuset Vilan fortsatt att ingå i verksamheten. Missionsmöten och söndagsskoleverksamhet hölls i Vilan och under senare delen av 1980-talet bodde evangelister i huset med Sturefors som främsta arbetsfält. Fastigheten Vilan var i Citykyrkans ägo ända fram till 1998. Kapellet var då i stort behov av underhåll och det ansågs inte hållbart att behålla fastigheten då Citykyrkan inte hade några aktiva medlemmar kvar i Sturefors.

## Mathjälpen
Mathjälpen är ett samarbete mellan Citykyrkan, Baptistkyrkan, Frälsningsarmén och Ryttargårdskyrkan som startades i december 2019 efter en längre tid av längtan att göra något för och nå ut till Linköping. I februari 2020 kom projektet igång ordentligt. Varje vecka samlas mat in från olika livsmedelsbutiker och privatpersoner runt om i Linköping för att fylla matkassar till behövande. Arbetet utgår från Citykyrkans lokaler där det också gjorts plats för matförråd.

## Pastorer i urval
| År        | Namn            |
| --------- | --------------- |
| 1954–1961 | Martin Röhs     |
| 1964–1969 | Gunnar Titus    |
| 1972–1976 | Allan Näsvall   |
| 1977–1980 | Nils Norburg    |
| 1982–1987 | Leif Grahn      |
| 1987–1996 | Eva Larsson     |
| 1996–2000 | Peter Norburg   |
| 2003–2008 | David Molyneux  |
| 2013–2019 | Mattias Eveborn |